# USS Nautilus (SSN-571)
För andra betydelser, se Nautilus.
USS Nautilus (SSN-571) är en amerikansk atomubåt i USA:s flotta som sjösattes 1954. Förutom att vara världens första atomubåt blev Nautilus 1958 den första ubåt att färdas över Nordpolen, från Hawaii till Island, i undervattensläge. Resan tog fyra dygn att genomföra.
Med 13 400 hästkrafter i sitt atommaskineri nådde hon i undervattensläge en fart av 21 knop. En enda bränslepåfyllning räckte för en resa flera varv runt jorden och om så erfordrades även i undervattensläge, där hon kunde dyka till 200 m djup. Besättningen var 105 man.
Eftersom hon var en atomubåt och kunde vara i undervattenläge längre än konventionella ubåtar så slog hon många rekord under sina första år i tjänst och kunde ta sig till platser som låg utanför konventionella ubåtars räckvidd. Man kunde också se ett antal begränsningar i hennes design och konstruktion som man tog lärdom av och förbättrade till kommande ubåtar.
Ubåtens bestyckning bestod av sex stycken 21 tums torpedtuber.

## Namn
Ubåten delar namn med Kapten Nemos ubåt i Jules Vernes bok En världsomsegling under havet och övertog namnet från USS Nautilus (SS-168) som tjänstgjorde under andra världskriget.

## Museum

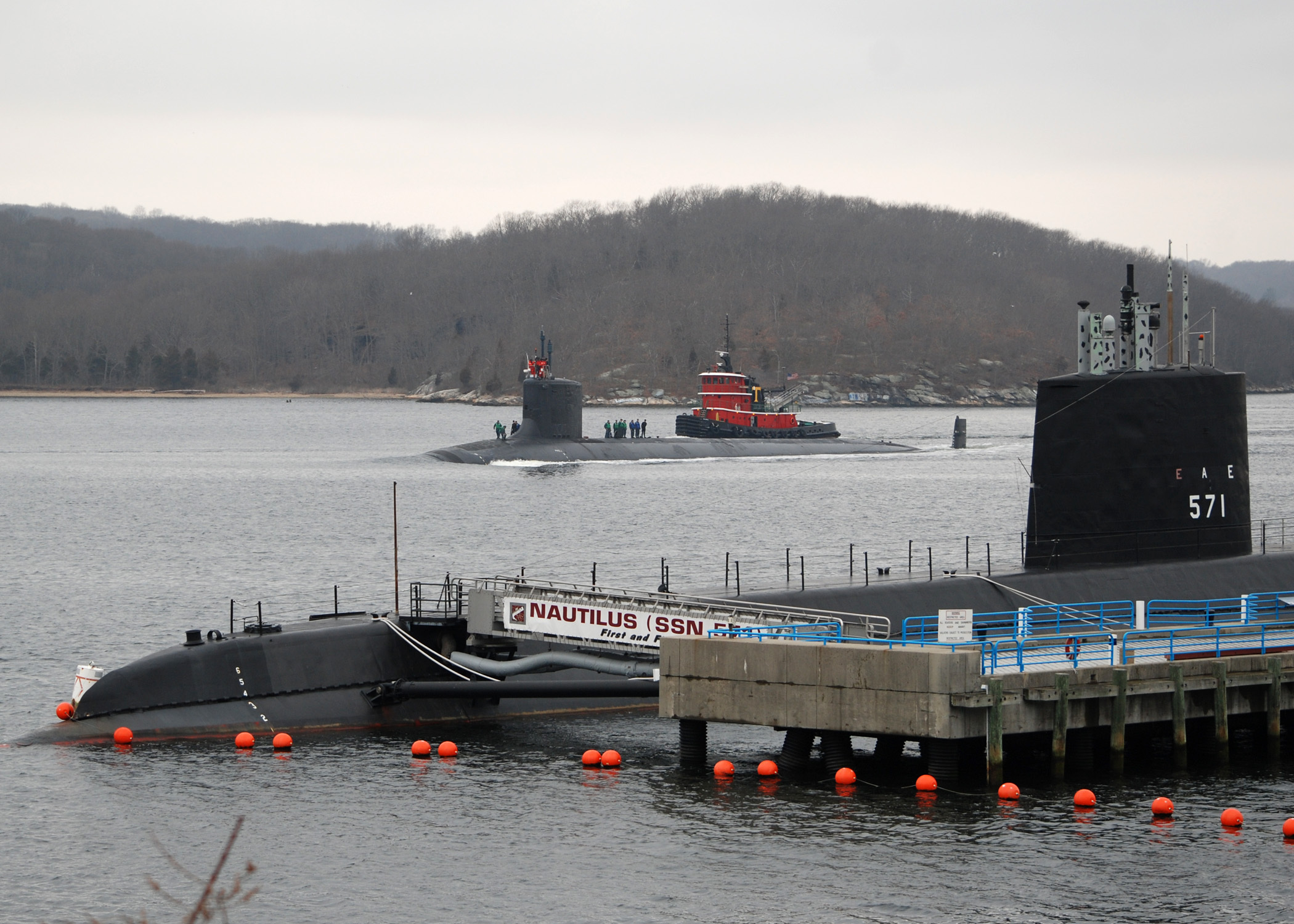
lämnar Naval Submarine Base New London och passerar museifartyget.

Nautilus togs ur drift 1980 och finns numera att beskåda i anslutning till Naval Submarine Base New London i Groton, Connecticut. 1982 utsågs USS Nautilus till en National Historic Landmark och har årligen ungefär 250 000 besökare.